# Augochlora aurifera
Augochlora aurifera är en biart som beskrevs av Cockerell 1897. Augochlora aurifera ingår i släktet Augochlora och familjen vägbin. Inga underarter finns listade.